# Diego López (fotbollsspelare född 2002)
Diego López Noguerol, född 13 maj 2002 i Turón, är en spansk fotbollsspelare.

## Karriär
Diego López inledde sin seniorkarriär i Valencia CFs B-lag år 2021. Han debuterade för dess A-lag 2022. Han har representerat Spanien på U21- och U23-nivån sedan 2023. Han blev olympisk guldmedaljör i fotboll vid olympiska sommarspelen 2024 i Paris efter att Spanien slagit Frankrike i finalen.